# ماريا رولف
ماريا رولف (بالسويدية: Maria Rolf)‏ هي مغنية سويدية، ولدت في 1970.